# Stazione di Gatwick Aeroporto
La stazione di Gatwick Aeroporto (in inglese: Gatwick Airport railway station) è una stazione ferroviaria situata sul territorio di Crawley, Regno Unito, a servizio dell'Aeroporto di Londra-Gatwick.